# Kato Airport
Kato Airport är en flygplats i Guyana.   Den ligger i regionen Potaro-Siparuni, i den centrala delen av landet, väster om Kato. Kato Airport ligger 715 meter över havet.
Terrängen runt Kato Airport är huvudsakligen kuperad, men den allra närmaste omgivningen är platt. I omgivningarna runt Kato Airport växer i huvudsak savann.